# Rincón (Nuevo México)
Rincón es un lugar designado por el censo ubicado en el condado de Doña Ana en el estado estadounidense de Nuevo México. En el Censo de 2010 tenía una población de 271 habitantes y una densidad poblacional de 106,12 personas por km².

## Geografía
Rincón se encuentra ubicado en las coordenadas 32°40′22″N 107°4′35″O / 32.67278, -107.07639. Según la Oficina del Censo de los Estados Unidos, Rincón tiene una superficie total de 2.55 km², de la cual 2.55 km² corresponden a tierra firme y (0%) 0 km² es agua.

## Demografía
Según el censo de 2010, había 271 personas residiendo en Rincón. La densidad de población era de 106,12 hab./km². De los 271 habitantes, Rincón estaba compuesto por el 70.11% blancos, el 0% eran afroamericanos, el 1.48% eran amerindios, el 0% eran asiáticos, el 0% eran isleños del Pacífico, el 27.31% eran de otras razas y el 1.11% pertenecían a dos o más razas. Del total de la población el 88.19% eran hispanos o latinos de cualquier raza.